# 翁普斯
翁普斯（法語：Homps，法語發音：[ɔ̃ps] ⓘ）是法国奥德省的一个市镇，位于该省北部偏东，属于纳博讷区。

## 地理
翁普斯（43°16'3"N, 2°43'16"E）面积3.06 平方千米，位于法国奧克西塔尼大區奥德省，该省份为法国南部沿海省份，北起塔恩省，西北接上加龙省，西接阿列日省，南至东比利牛斯省，东临地中海，东北与埃罗省接壤。
与翁普斯接壤的市镇（或旧市镇、城区）包括：阿济耶、图鲁泽勒、奥隆扎克。

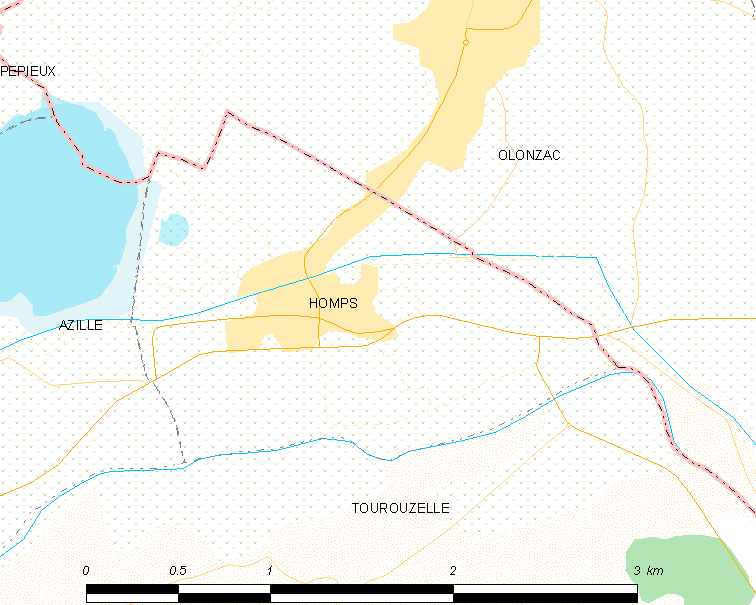
翁普斯的OSM定位图

翁普斯的时区为UTC+01:00、UTC+02:00（夏令时）。

## 行政
翁普斯的邮政编码为11200，INSEE市镇编码为11172。

## 政治
翁普斯所属的省级选区为勒莱济尼亚奈县。

## 人口

1962-2008年间翁普斯人口变化图示

翁普斯于2022年1月1日时的人口数量为604人。